# Caravino
Caravino là một đô thị ở tỉnh Torino trong vùng Piedmont, có vị trí cách khoảng 45 km về phía đông bắc của Torino, nước Ý. Tại thời điểm ngày 31 tháng 12 năm 2004, đô thị này có dân số 1.031 người và diện tích là 11,5 km².
Caravino giáp các đô thị: Albiano d'Ivrea, Azeglio, Strambino, Settimo Rottaro, Vestignè, Cossano Canavese, và Borgomasino.